# La Nostra Revista
La Nostra Revista fou una revista cultural i política en català editada a Mèxic del 1946 al 1954, fundada per Avel·lí Artís i Balaguer. Al principi fou publicada mensualment, però des del 1951 fou molt irregular. Avel·lí Artís n'era director i el redactor en cap, el secretari fou Vicenç Riera Llorca i, els darrers anys, Joan Rossinyol.
Es dividia en seccions: panorama polític, teatre, música i els músics, les arts i els artistes, revistes i periòdics i l'economia ultradirigida. Fou il·lustrada per l'artistes Francesc Domingo, Emili Grau-Sala, Gausachs, Carles Fontserè i Avel·lí Artís-Gener. Era publicada per Edicions Catalònia, editorial fundada a Mèxic pel mateix Avel·lí Artís, també anomenada Col·lecció Catalònia en una primera etapa. Encara que la temàtica principal era cultural, tanmateix també s'interessava per temes polítics, tot reflectint els idearis d'Esquerra Republicana de Catalunya i Acció Catalana.
S'hi publicava nombrosa informació i cròniques de Catalunya en el període franquista. Va promoure debats a través d'intervencions escrites i s'hi estudiaren obres des de diversos punts de vista; la publicació s'equiparava a les revistes de qualitat d'abans de la guerra civil espanyola, i per això se la considera una de les tribunes intel·lectuals més importants i de més gruix de l'exili català. Així el 1953 va ser una de les promotores de la Conferència Nacional Catalana de Mèxic.
Tenia corresponsals literaris a França, a Anglaterra i als Estats Units (Rafael Tasis i Marca, Fermí Vergés, Jaume Miravitlles i Navarra). Els col·laboradors eren políticament i estètica força eclèctics: Mercè Rodoreda, Joaquim Bernadó, Ventura Gassol, Antoni Ribera, Abelard Tona i Nadalmai, Joan Fuster, Antoni Rovira i Virgili, Josep Carner, Ferran Canyameres, Pere Bosch i Gimpera, Josep Ferrater Mora, Pere Foix, Manuel Serra i Moret, Pere Calders, Avel·lí Artís-Gener, Miquel Ferrer Sanxis, Josep Soler i Vidal, Marcel Santaló, Agustí Cabruja, Rafael Tasis, Ramon Vinyes i Cluet. Desaparegué quan va morir el fundador. El seu fill Avel·lí Artís i Gener la continuà i la dirigí amb el nom de La Nova Revista (1955-1958) amb unes característiques i uns col·laboradors semblants.